# October Rust
Albums de Type O Negative
Bloody Kisses
(1993) World Coming Down
(1999)
October Rust est le quatrième album du groupe de metal gothique Type O Negative sorti en 1996.

## Musique et thématiques
L'album October Rust se caractérise par un côté plus romantique et plus accessible, centré sur de longues ballades romantiques. Il développe une thématique et une imagerie autour de la nature, de la forêt, du paganisme, de l'amour désespéré et du sexe. Il s'assura une place confortable dans les charts anglais et américains et entérina le succès du groupe.
Le sens de l'humour du groupe dérouta un certain nombre de fans, qui retournèrent à leur vendeur la copie de l'album qu'ils avaient acheté croyant à un défaut de fabrication. En fait le groupe avait délibérément commencé l'album avec la première piste entièrement vide. Deux clips promotionnels furent diffusés de façon régulière sur MTV, mais dans une forme censurée, à cause du caractère sexuel des chansons. La chanson Haunted fut choisie pour la bande originale du film Le Projet Blair Witch. Elle était censée faire partie des musiques d'une cassette trouvée dans le film parmi l'équipement des personnes disparues. Mais elle ne fut pas utilisée pour le film, à cause d'un problème chronologique: la chanson sortie en 1996, était postérieure aux événements du film qui sont censés s'être déroulés en 1994. Le jeu vidéo Descent 2 contient également cette chanson, tandis que le jeu vidéo Blood de Monolith Productions reprend la chanson Love You To Death.
Cinnamon Girl est une reprise de Neil Young

## Liste des titres
Toutes les chansons sont écrites et composées par Peter Steele, sauf indication contraire.
| No  | Titre | Auteur     | Durée |
| --- | --- | ---------- | ----- |
| 1.  | Bad Ground |            | 0:38  |
| 2.  | [Sans titre] |            | 0:21  |
| 3.  | Love You to Death |            | 7:08  |
| 4.  | Be My Druidess |            | 5:25  |
| 5.  | Green Man |            | 5:47  |
| 6.  | Red Water (Christmas Mourning) |            | 6:48  |
| 7.  | My Girlfriend's Girlfriend |            | 3:46  |
| 8.  | Die with Me |            | 7:12  |
| 9.  | Burnt Flowers Falle |            | 6:09  |
| 10. | In Praise of Bacchus |            | 7:36  |
| 11. | Cinnamon Girl | Neil Young | 4:00  |
| 12. | The Glorious Liberation of the People's Technocratic Republic of Vinnland by the Combined Forces of the United Territories of Europa |            | 1:07  |
| 13. | Wolf Moon (Including Zoanthropic Paranoia)                                                                                           |            | 6:37  |
| 14. | Haunted |            | 10:07 |
| 15. | [Sans titre] |            | 0:08  |